# Bruno J. Sobotka
Bruno J. Sobotka (* 31. August 1944 in Gelsenkirchen; † 29. Januar 2019 in Witten) war ein deutscher Denkmalpfleger und Autor.

## Leben
Sobotka absolvierte zunächst eine Ausbildung zum Bankkaufmann. Er wurde Beauftragter des Präsidiums der Deutschen Burgenvereinigung (DBV) und war Council-Mitglied von Europa Nostra. Sobotka war im Denkmalschutz tätig und veröffentlichte mehrere Bücher (u. a. die mehrbändige Reihe: „Burgen, Schlösser, Gutshäuser“) zu den Themen Geschichte, Architektur und Kunstgeschichte. 1987 erhielt er für seine Verdienste die Gedenkmedaille des Internationalen Burgen-Instituts.
Sobotka war ehrenamtlicher Hospizhelfer. Er war verheiratet und hat eine Tochter.

## Schriften (Auswahl)
- Herbede gestern, heute, morgen. Hrsg. vom Heimat- und Verkehrsverein Herbede, Witten 1981, ISBN 3-9800432-1-5.
- Haus Herbede in Witten. 2 Bände, Märkische Druckerei und Verlagsanstalt Aug. Pott, Witten 1988, ISBN 3-920611-11-X / ISBN 3-920611-12-8.
- Die Johanniskirche in Witten. 9. Jahrhundert (1214–1989). Märkische Druckerei und Verlagsanstalt Aug. Pott, Witten 1989, ISBN 3-920611-14-4.
- hrsg.: Helfen und helfen lernen. 100 Jahre Diakonissen-Mutterhaus Witten. Märkische Druckerei und Verlagsanstalt Aug. Pott, Witten 1990, ISBN 3-920611-16-0.
- hrsg.: Burgen, Schlösser, Gutshäuser in Mecklenburg-Vorpommern. Theiss, Stuttgart 1993, ISBN 3-8062-1084-5.
- hrsg.: Burgen, Schlösser, Gutshäuser in Brandenburg und Berlin. Theiss, Stuttgart 1993, ISBN 3-8062-1085-3.
- hrsg.: Burgen, Schlösser, Gutshäuser in Sachsen-Anhalt. Theiss, Stuttgart 1994, ISBN 3-8062-1101-9.
- Fortschritt aus Tradition – 250 Jahre J.-D.-Neuhaus-Hebezeuge in Witten-Heven. Krüger, Witten 1995, ISBN 3-9800852-1-X.
- hrsg.: Burgen, Schlösser, Gutshäuser in Sachsen. Theiss, Stuttgart 1996, ISBN 3-8062-1142-6.
- hrsg.: Wiedergutmachungsverbot? Die Enteignungen in der ehemaligen SBZ zwischen 1945 und 1949. v. Hase und Koehler, Mainz 1998, ISBN 3-7758-1369-1.
- Witten an der Ruhr. Aus Vergangenheit und Gegenwart. Hrsg. vom Einrichtungshaus Ostermann, Witten, 2. Auflage, Krüger, Witten 2001, ISBN 3-9800852-2-8.